# Cetatea Gleichen
Cetatea Gleichen (sau Wanderslebener Gleiche, Wandersleber Schloss, Wanderslebener Burg)  este ruina unei cetăți medievale din Thüringen situată în  Wandersleben lângă Gotha. Ea aparține de grupul de trei cetăți asemănătoare numite Drei Gleichen. A nu se confunda cu cetatea cu același nume din regiunea Göttingen. 

## Geografie
Cetatea, în prezent este o ruină, ea fiind situată pe o stâncă de calcar la altitudinea de 365 m deasupra n.m.. Ruina  domină regiunea având o înălțime de 150 m. Dealul pe care se află fosta cetate aparține de rezervația naturală Röhnberg.  Röhnberg este o regiune deluroasă situată între barajul Wechmar și Kaffberg. Între Kaffberg și cetatea Gleichen se află șoseaua  (2163), în apropiere a existat un lac, azi pe valea unde se afla lacul este o autostradă.

## Descriere
Cetatea, se află pe un platou oval stâncos, s-a păstrat până azi zidul circular al cetății. Ruina este formată din construcții care datează din timpuri diferite din perioada  romantică a evului mediu, din secolul XI și secolul XIII. Numele cetății provine de la familia nobiliară Gleichen, în prezent au loc aici anual turnire în costume medievale.